# Phalacrotophora halictorum
Phalacrotophora halictorum är en tvåvingeart som först beskrevs av Axel Leonard Melander och Charles Thomas Brues 1903.  Phalacrotophora halictorum ingår i släktet Phalacrotophora och familjen puckelflugor. Inga underarter finns listade i Catalogue of Life.